# Seda (Alter do Chão)
Seda é uma povoação portuguesa sede da Freguesia de Seda do município de Alter do Chão, freguesia com 112,43 km² de área e 355 habitantes (censo de 2021), tendo, por isso, uma densidade populacional de 3,2 hab./km².
Foi vila e sede de concelho entre 1271 e 1836. Este era constituído pelas freguesias de Ervideira, Sarrasola e Seda e tinha, em 1801, 754 habitantes.

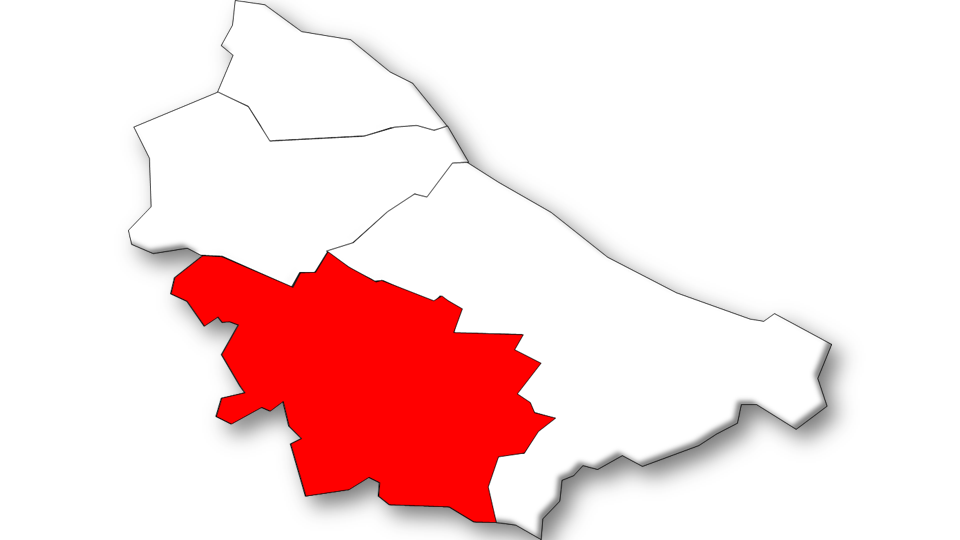
Localização da Freguesia de Seda no Município de Alter do Chão

## Demografia
A população registada nos censos foi:
| Distribuição da População por Grupos Etários | Distribuição da População por Grupos Etários | Distribuição da População por Grupos Etários | Distribuição da População por Grupos Etários | Distribuição da População por Grupos Etários |
| -------------------------------------------- | -------------------------------------------- | -------------------------------------------- | -------------------------------------------- | -------------------------------------------- |
| Ano                                          | 0-14 Anos                                    | 15-24 Anos                                   | 25-64 Anos                                   | > 65 Anos                                    |
| 2001                                         | 24                                           | 34                                           | 177                                          | 154                                          |
| 2011                                         | 27                                           | 17                                           | 151                                          | 157                                          |
| 2021                                         | 32                                           | 23                                           | 121                                          | 179                                          |

## Património
- Castelo de Seda ou Fortificações de Seda (restos)
- Ponte de Vila Formosa